# Плужине (община)
Община Плужине (черног. Општина Плужине/Opština Plužine) — община в Черногории. Административный центр — город Плужине.

## География
Община расположена в северо-западной части Черногории к востоку от границы с Боснией и Герцеговиной.

## История
В 1991 году община Плужине была образована.

## Население
По переписи населения СФРЮ 1991 года: на территории общины площадью 854 км² проживали 5247 жителей. Население общины по переписи населения Черногории 2011 года численностью 3246 человек проживало на площади 854 км². Этнический состав:
| Этнические группы            | Население, чел. (2011) | Процент  |
| ---------------------------- | ---------------------- | -------- |
| сербы                        | 2131                   | 65,65 %  |
| черногорцы                   | 902                    | 27,79 %  |
| других национальностей       | 12                     | 0,37 %   |
| не определили национальность | 201                    | 6,19 %   |
| Все                          | 3246                   | 100,00 % |

## Вероисповедание
| Религия        | Население, чел. (2011) | Процент  |
| -------------- | ---------------------- | -------- |
| православие    | 3152                   | 97,1 %   |
| атеисты        | 27                     | 0,83 %   |
| другие религии | 6                      | 0,18 %   |
| не указали     | 61                     | 1,88 %   |
| Все            | 3246                   | 100,00 % |